# Robert Blémant
Robert Léon Arthur Blémant dit Monsieur Robert, né le 13 février 1911 à Valenciennes (Nord), et mort assassiné le 4 mai 1965 à Lançon-Provence (Bouches-du-Rhône), est un policier français. Il fut commissaire à la ST (Surveillance du Territoire), puis aux services secrets militaires pendant la guerre et à la DST après sa création en 1944. Résistant, il sera très actif dans la lutte contre les agents allemands, menant de nombreuses actions périlleuses. Après guerre, il devint un homme influent du Milieu tout en étant en relation avec la DGER, puis le SDECE, dans des missions spéciales. 

## Biographie

### Jeunesse
Robert Blémant naît le 13 février 1911 à Valenciennes dans une famille de notables locaux. Son père Louis Blémant est avocat, bâtonnier de l'ordre des avocats du barreau de Lille en 1936 et 1950. Il se donnera la mort à Nice dans la nuit du 25 et 26 juin 1960. On découvrira à cette occasion qu'il avait commis à Valenciennes et dans d'autres villes de nombreuses escroqueries, pour plus de 5 millions de francs. L'enquête ne pourra pas établir quel usage il avait fait de l'argent qu'il avait soutiré. 
Robert Blémant s'engage en 1929 pour deux ans dans les spahis où il pratique la boxe et l'équitation. En Syrie, il gagne la médaille du Levant et apprend l'arabe. Il passe sa capacité de droit à Lille en 1931 et, en décembre de cette même année, il entre dans la police judiciaire et commence à faire ses classes dans les brigades mobiles de Reims puis, en 1935, de Lille en tant qu'inspecteur.

### Intégration à la Surveillance du Territoire (ST)
En février 1938, reçu au concours de commissaire de police (avec Achille Peretti), il est nommé à la Surveillance du Territoire de Lille, en qualité de commissaire spécial. Une des missions de la ST est d'assurer sur le terrain les enquêtes demandées, via les voies hiérarchiques, par le contre-espionnage militaire. Des relations de confiance naissent. Les voies hiérarchiques sont contournées. Blémant est un contact direct de Paul Paillole.
Paillole ne tarit pas d'éloges : « Les procédures le répugnent et les demi-mesures le révoltent. Blémant est direct, ardent, impitoyable ». Ainsi Blémant propose d'éliminer une « prise » faite en toute illégalité et que le général Gamelin, commandant en chef des armées, ordonne de relâcher et de reconduire avec civilités. Il s'agit d'Hermann Brandl, un agent allemand qui fait de l'espionnage à Bruxelles sous le pseudonyme d'Otto.
En juillet 1939, avec ses parents et sa sœur, Blémant rejoint Marseille où il prend le poste de chef adjoint de la ST. C'est une ville qu'il connaît pour y avoir servi pendant une année (1938-1939), juste le temps d'en prendre la mesure et de bâtir un réseau d'informateurs. Il y achète une villa en bord de mer.
Marseille est une ville étrange dont la guerre stimule le trafic portuaire : les quais regorgent de marchandises et le port permet de quitter le continent. De nombreux truands s'y sont réfugiés, mais Paul Carbone et François Spirito, figures du milieu marseillais, sont les chefs incontestés de la ville.
Pour Blémant qui a reçu la croix de guerre 39-40, l'Armistice ne change rien. Il veut continuer la lutte et l'Allemand reste l'ennemi.

### Marseille sous Vichy
Le 1er juillet 1940, à Marseille, Paul Paillole crée l'entreprise des Travaux Ruraux (TR) qui sert de couverture au contre-espionnage militaire français. En zone libre, une des missions des TR est de présenter à la justice militaire française les agents de puissances étrangères, espions de l'Axe, mais aussi gaullistes et communistes.
Blémant est agent P1 du réseau SSMFTR des Forces françaises combattantes du 1er septembre 1940 au 31 janvier 1943.
À la différence des autres policiers de la S.T., Blémant fréquente les bars de la pègre. Il a l'idée de retourner les voyous, ou d'infiltrer ceux qui soutiennent la politique de collaboration avec l'Allemagne, c'est-à-dire Paul Carbone et François Spirito, les nervis de Simon Sabiani. 
À l'automne 1940, Blémant a recruté Louis Raggio et Pierre Rousset, des truands qui veulent se racheter. En novembre 1940, il effectue sa première arrestation : un couple de suspects allemands dont l'interrogatoire, musclé, confirme que ce sont des espions. La Commission allemande d'armistice proteste. Blémant a désormais une certitude, plutôt que d'arrêter, en prenant le risque que les coupables soient remis en circulation, il faut éliminer…
Grâce à Louis Raggio, Blémant recrute Joseph Renucci alias Jo, Mathieu Zampa, Alphonse Alsfasser, Émile Buisson, Mémé Guérini et son clan, auquel il ne promet qu'une chose : « flinguer les Boches et leurs agents ».
En janvier 1941, Blémant recrute Abel Danos, l'homme de main idéal dont rêvent Blémant et Paillole. Danos déçoit beaucoup Paillole qui avait une image romanesque des truands. D'ailleurs, le Mammouth leur échappe et s'intègre totalement à la bande à Lafont.
De janvier 1941 à novembre 1942, 170 espions allemands sont arrêtés par la seule S.T. de Marseille.
Blémant fait aménager une villa en centre d'interrogatoires clandestins, à l'usage des TR, et avec l'aval de Paillole.
D'après Paillole, une cinquantaine d'agents de l'Axe repérés en zone non occupée par le contre-espionnage français auraient été livrés à des truands qui auraient appliqué la mesure "D" (définitive).
Tout en étant aux ordres de la S.T. et en poursuivant son idée fixe, Blémant, prévoyant, multiplie les contacts avec les réseaux de résistance : 
- Roger Warin dit Wybot futur directeur de la DST qui assure la liaison avec Londres[9].
- Le commandant Pierre Fourcaud, agent de la France libre qui crée les réseaux Brutus, Radis et Fleurs.
- Gaston Defferre, que ses camarades socialistes surnomment le « dandy blanc », appuyé par les frères Guérini.

En août 1942, Carbone et Spirito présentent Blémant à Roland Nosek, chef du SD-Ausland (renseignements politiques du Sipo-SD) à Paris.
En octobre 1942, à Toulouse, Blémant et deux collègues arrêtent Jean Bernolle, policier en disponibilité qui trafique avec les services allemands de zone occupée. Or Bernolle est un indicateur de la police de Vichy qu'il renseigne sur la bande de la rue Lauriston. René Bousquet exige la remise en liberté de son protégé et l'arrestation des trois policiers trop zélés. Des voyous patriotes cachent Blémant et le conduisent à Paillole qui lui conseille de se rendre à Alger.

### Alger
Durant son périple pour se rendre en Algérie en décembre 1942, il fait d'abord une chute dans un ravin en franchissant les Pyrénées et se blesse à la tête, puis il est incarcéré jusqu'au mois d'avril 1943 dans les prisons espagnoles de Pampelune et le camp de Betelu. Lorsque Blémant arrive à Alger en mai 1943, la donne a changé : les Américains ont débarqué en Afrique du Nord, les Allemands ont envahi la zone Sud française et la surveillance du territoire a été dissoute.
Il est considéré par Vichy comme « évadé de France » le 25 décembre 1942, recherché par la police française et condamné à mort par le tribunal allemand de Bruxelles.
Blémant se retrouve chargé de la protection et de la sécurité personnelle du général Giraud avec le grade de capitaine de cavalerie. En 1943, il reçoit la "croix de guerre 43". Il participe aux opérations du débarquement de Provence. Il est chef des services de Contre Espionnage - zone Sud pendant les opérations de 1944-1945.  
Mais cette époque de la guerre affecte Robert Blémant, aussi dégoûté par les querelles politiques et le peu de reconnaissance que lui vaut son action (car il est giraudiste à une époque où les services spéciaux sont repris en main par les gaullistes) que fasciné par le milieu marseillais qu'il a utilisé pendant la guerre.

### Voyage trouble entre «le milieu» et Services Secrets
À la Libération, Blémant, grâce à ses fonctions de responsable de la DST dans le Sud-Est, aurait détruit les preuves de la collaboration d'Antoine et de Mémé Guérini, figures montantes du milieu de l'époque, en échange de participations à leurs affaires. Les deux frères sont proches de Gaston Defferre pour le compte de qui ils ont vidé la mairie de Marseille. Dans la lutte contre le parti communiste et la CGT, les intérêts de la pègre recoupent ceux de la police française et des services secrets français et américains.
Chef de la Brigade Spéciale de Contre Espionnage à Paris, il est placé en disponibilité sur sa demande en 1946. 
En 1949, Blémant démissionne de la police nationale (arrêté du 13 juin 1949, après acceptation de Wybot). 
Ayant obtenu l'autorisation d'exploiter les grands jeux, il investit dans le Paris Montmartre, un des plus beaux cabarets de Marseille.
Son ascension est fulgurante. L'ex-commissaire devient propriétaire, plus ou moins directement et plus ou moins totalement, de trois cabarets : outre le Paris Montmartre, il contrôle également à Marseille Le Drap d'or, ainsi qu'un établissement homonyme à Paris (Le Drap d'or des Champs-Élysées).
En 1956, Blémant reçoit la Légion d'honneur, au titre d'ancien résistant.
En 1959, Blémant décide d'investir dans le Grand Cercle, au 12, rue de Presbourg à Paris, un établissement dit de Grand jeu où les mises sont sans limites, tout comme les profits. Il investit sous le prête-nom de Gilbert Zenatti (qui n'est pas un truand, et donc inconnu des autorités policières), les autres investisseurs étant Antoine Peretti, Jean-Baptiste Andréani et Marcel Francisci, figures du milieu marseillais.
À partir de 1962, des faits-divers comme le mitraillage du Grand Cercle, la tentative de meurtre d'Andréani perturbent la collaboration entre Blémant et ses associés. Le 30 mars 1964, cette situation atteint son paroxysme avec le braquage de la clientèle et de la caisse du Grand Cercle. Les braqueurs finissent en y mettant le feu. Andréani pense que ces faits sont la marque de Robert Blémant qui veut récupérer le Grand Cercle.

### Assassinat
Ces soupçons de manœuvre de Blémant, ainsi que le fait que ce dernier prend de plus en plus d'importance dans le milieu marseillais, inquiètent profondément les frères Guérini. Lors d'une réunion de truands regroupant Marcel Francisci, Andréani et Antoine Guérini, ce dernier décide de son élimination en 1965 malgré l'opposition de son frère Mémé.
Le 4 mai 1965, vers 19 heures, alors qu'il conduit une Mercedes blanche sur la route départementale no 15 entre Pélissanne et Lançon-Provence, à quelques kilomètres à l'est de Salon-de-Provence, il est abattu de deux rafales de pistolet-mitrailleur MAT49 tirées d'une voiture par un commando dirigé par René Mondoloni, un fils naturel de Mémé Guérini, au volant, et d’Étienne Carrara et Pierrot Colombani, les tireurs. Bien que sa femme Antonia Marti, assise à ses côtés, ne soit blessée que superficiellement à l'oreille, Blémant est mortellement touché de quatre balles dont deux à la tête. Des policiers, des membres des services secrets de divers pays et des caïds des pègres française et italienne assistent à ses obsèques, à l'exception notable des Guérini.

## Décorations
- Légion d'honneur: Chevalier de la Légion d’honneur le 23/01/1956 au titre de la Résistance par le général Cochet
- Croix de Guerre : 3 fois : 
  - Croix de Guerre Théâtre d'Opérations Extérieures
  - Croix de Guerre 39-40 : citation 13/11/1940 par le général Huntziger = Ordre de la Division
  - Croix de Guerre 43 dite « Giraud » : citation 6/07/1943 par le général Giraud = avec étoile d'argent
  - Attribution de la Croix de Guerre avec Palme annulant les autres citations par décret du 23 janvier 1956
- Croix du combattant
- Médaille de Syrie : Médaille du Levant 1934
- Médaille des blessés de guerre
- Médaille des évadés : novembre 1945
- Médaille pour actes de courages pour blessures en Service
- Médaille pour acte de courage et de dévouement au péril de sa vie
- Carte de Combattant Volontaire de la Résistance attribuée le 7 mars 1958.